# Пневи (Мазовецьке воєводство)
Пневи (пол. Pniewy) — село в Польщі, у гміні Пневи Груєцького повіту Мазовецького воєводства.
Населення — 165 осіб (2011).
У 1975-1998 роках село належало до Радомського воєводства.

## Демографія
Демографічна структура станом на 31 березня 2011 року:
|          | Загалом | Допрацездатний вік | Працездатний вік | Постпрацездатний вік |
| -------- | ------- | ------------------ | ---------------- | -------------------- |
| Чоловіки | 87      | 15                 | 59               | 13                   |
| Жінки    | 78      | 14                 | 47               | 17                   |
| Разом    | 165     | 29                 | 106              | 30                   |